# Pastorano
Pastorano ist eine italienische Gemeinde (comune) mit 2871 Einwohnern (Stand 31. Dezember 2023) in der Provinz Caserta in Kampanien. Die Gemeinde liegt etwa 16,5 Kilometer nordwestlich von Caserta an den Monti Trebulani auf dem Agro Caleno. 

## Verkehr
Durch die Gemeinde führen die Autostrada A1 von Rom kommend Richtung Neapel und Süditalien sowie die Staatsstraße 7.